# Treleburgo (Slagelse)
Treleburgo (em dinamarquês: Trelleborg), perto de Slagelse, na ilha dinamarquesa da Zelândia, é um dos seis castelos viquingues em anel, já encontrados (2006). Situa-se a noroeste de Slagelse. Na altura em que foi construído, situava-se numa península que se insinuava para o interior de uma área pantanosa, entre dois rios. Estava ligado ao Cinturão Grande por um lago que, na altura, era utilizável pelos barcos viquingues, mas que, entretanto, desapareceu. Possivelmente, controlava a ligação à ilha de Fiónia e o tráfego marítimo do Cinturão Grande.

## Configuração e construção

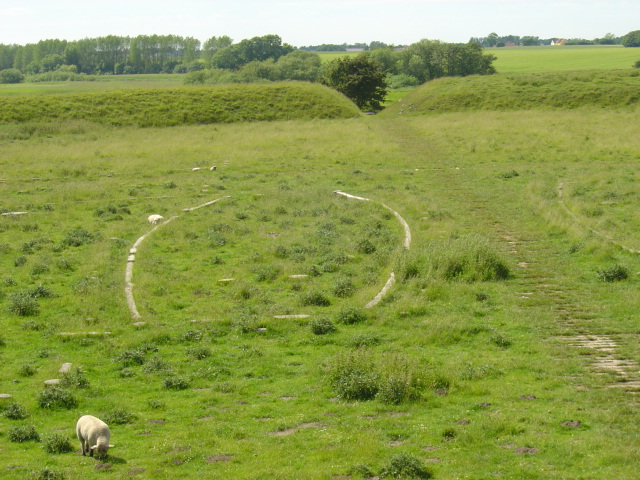
Fundações de uma casa com a muralha em segundo plano

De forma semelhante aos restantes castelos viquingues em anel já encontrados, o Treleburgo de Slagelse foi concebido como um círculo exacto, com duas estradas que cruzavam em ângulos precisos o centro geométrico e conduziam a quatro portões, tendo cada um deles sempre um outro exactamente oposto. Nos quatro quartos, existiam quatro casas compridas, dispostas em quadrado. A fortaleza pode ter albergado até 1300 pessoas.

### O castelo
O castelo circular principal era circundado por uma muralha de 5 metros de altura, com 17,5 metros de largura na base, com 137 metros de diâmetro. As paredes periféricas eram feitas de madeira de carvalho. As duas estradas eram cobertas com madeira e os quatro portões alinhados com pedras.
As 16 casas grandes encontravam-se organizadas em 4 quadrados de cerca de 30 metros de comprimento, tendo uma forma que se assemelhava a um navio. Cada casa tinha três quartos, com uma grande sala central (18m x 8m) e duas salas mais pequenas, nas extremidades. Eram compostas por quatro entradas, duas nas extremidades mais estreitas e duas nas salas grandes. As portas eram protegidas por alpendres.

## Escavações
As escavações do local realizaram-se entre 1934 e 1942. A maior parte dos achados revelou objectos do dia-a-dia: olaria, trincos, chaves, facas, escovas de cabelo, pesos para tecelagem, tesouras e agulhas. Foram encontradas armas como machados de ferro, pontas de setas e pedaços de escudos.

## Datação
As datações antigas colocavam o castelo como tendo sido construído por volta do ano 1000. As datações por Dendrocronologia revelaram que as madeiras usadas para a sua construção teriam caído no Outono de 980, tendo sido presumivelmente utilizadas na Primavera de 981. O tempo de construção relativamente curto e a ausência completa de sinais de manutenção indicam que os edifícios foram utilizados durante pouco tempo. A fortaleza foi, possivelmente, abandonada antes da sua conclusão. Há alguns vestígios de fogo, que podem ser indícios da sua destruição por um incêndio. As áreas em torno dos portões revelam, todavia, sinais de maior utilização.

## Hoje
Em 1948, foi reconstruída uma das casas compridas. Investigação posterior trouxe opiniões divergentes quanto à sua fidelidade. Hoje, o local, incluindo a reconstrução fora da muralha, é um museu ao ar livre, com alguns edifícios com exposições.
Mais recentemente, foi reconstituída uma pequena aldeia viquingue, com diversas casas pequenas, cujo interior, decorado com reproduções de utensílios da época, é possível visitar. Para as crianças, existem actividades realizadas nessa aldeia, existindo a possibilidade de estas se vestirem com trajes da época e de usarem espadas e escudos viquingues.